# بخش نارسینگپور
بخش نارسینگپور (به انگلیسی: Narsinghpur district) یک منطقهٔ مسکونی در هند است که در Jabalpur division واقع شده‌است. بخش نارسینگپور ۵٬۱۲۵٫۵۵ کیلومتر مربع مساحت و ۲٬۰۹۱٬۸۵۴ نفر جمعیت دارد.